# هيثم الدرازي
هيثم الدرازي (8 يناير 1982 -) هو ممثل بحريني.

## حياته ونشأته
مواليد 8 يناير عام 1982 بطل الخليج للكارتيه للعام 2005 بدأ لعبة الكاراتيه منذ سن الخامسة عشرة درس تسويق ومدرب كاراتيه حاليا ظهر على شاشة التلفزيون في مسلسل القناص والفجر المستحيل.

## أعماله
- مسلسل القناص
- مسلسل الفجر المستحيل